# Gironella
Para el escritor, véase José María Gironella
Gironella es un municipio y localidad española de la provincia de Barcelona, en Cataluña. Perteneciente a la comarca del Bergadá, es atravesada por el río Llobregat.

## Comunicaciones
La carretera C-16 de Barcelona a Berga (Eje del Llobregat) atraviesa el municipio.

## Economía
La industria textil fue la base económica del municipio, aunque actualmente su importancia se ha reducido debido a la crisis del sector. 

## Demografía
Gironella cuenta con una población de 5055 habitantes (INE 2024).
| Gráfica de evolución demográfica de Gironella entre 1842 y 2021                                                       |
| |
| Población de derecho según los censos de población del INE. Población de hecho según los censos de población del INE. |

## Lugares de interés
- Iglesia de Santa Eulalia, de estilo historicista.
- Castillo de Gironella, restos del antiguo castillo medieval.
- Colonias textiles de Viladomiu Vell y Viladomiu Nou.

## Personajes célebres
- Lluís M. Saumells (Gironella, 1915-Tarragona, 1999), escultor y pintor.
- Vicenç Navarro.
- Joaquín Penina.